# Moteur vernier
Pour les articles homonymes, voir Vernier.
 (décembre 2024).
Si vous disposez d'ouvrages ou d'articles de référence ou si vous connaissez des sites web de qualité traitant du thème abordé ici, merci de compléter l'article en donnant les références utiles à sa vérifiabilité et en les liant à la section « Notes et références ».

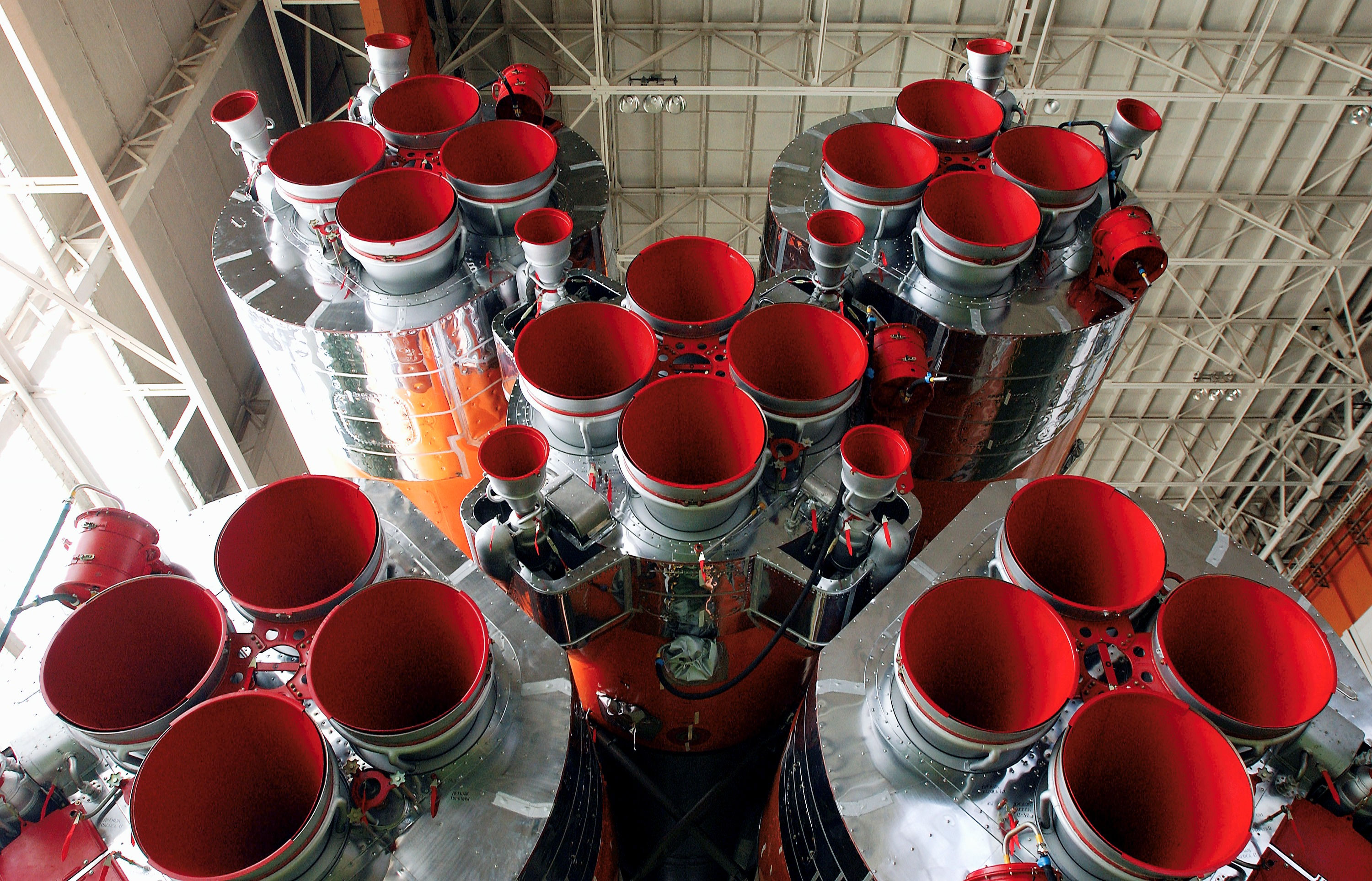
Un lanceur Soyouz : on distingue à côté des propulseurs principaux les tuyères plus petites des moteurs verniers.

En astronautique, un moteur vernier est un propulseur complémentaire de faible poussée destiné à appliquer de fines corrections à la trajectoire d'un engin spatial. 
Le moteur vernier est du type moteur-fusée à ergols liquides servant à ajuster la poussée en direction et en force, il peut être utilisé après l'arrêt du système de propulsion principal.

## Étymologie
Le moteur vernier doit son nom au mathématicien franc-comtois Pierre Vernier (1580-1637) : le vernier désigne à l'origine un dispositif permettant d'affiner la lecture d'un instrument de mesure.

## Description

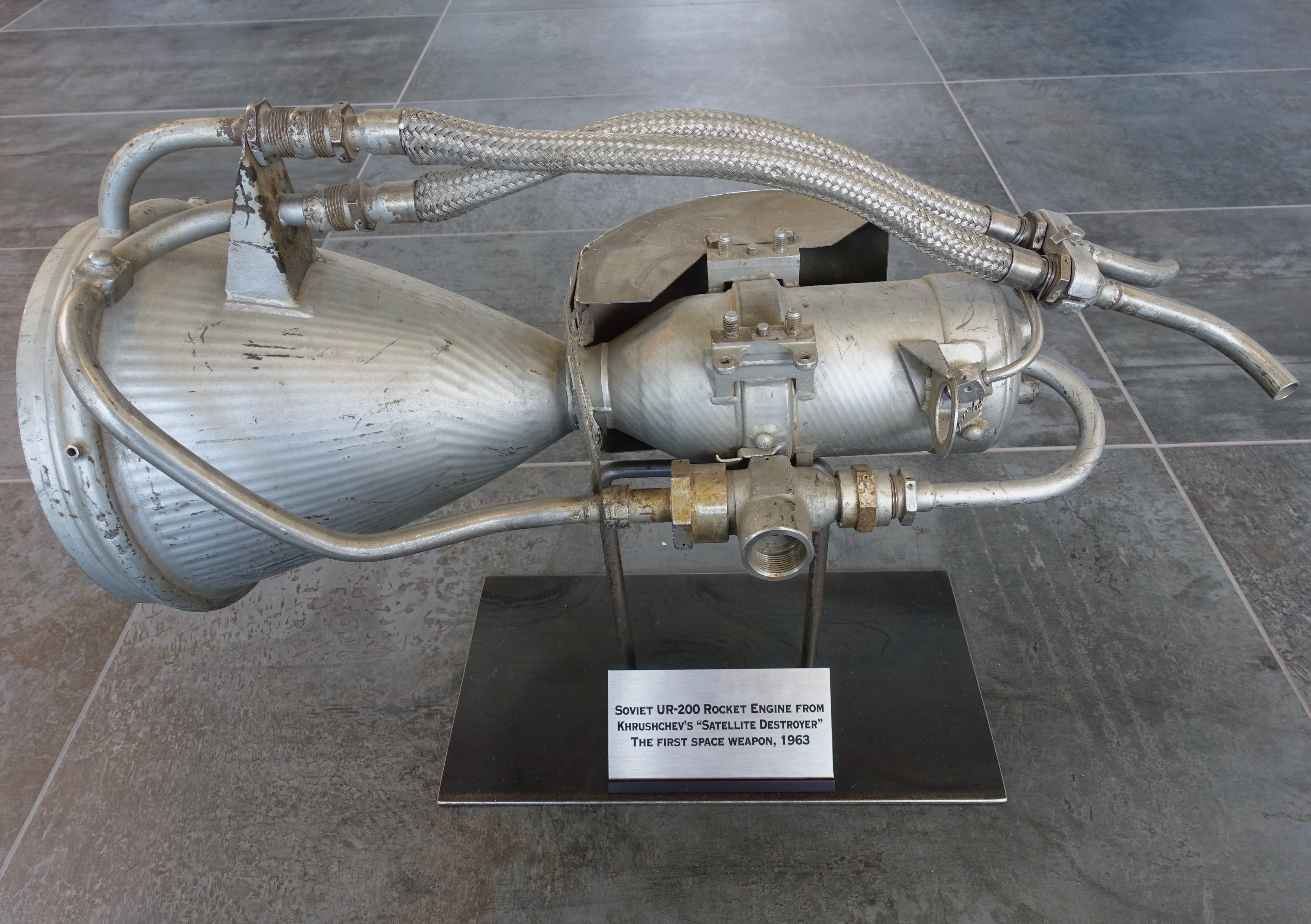
Moteur vernier RD-0207 du deuxième étage d'un UR-200.

Les moteurs vernier sont des moteurs-fusées à ergols liquides qui permettent le contrôle de la combustion : les moteurs ont une poussée modulable, ils peuvent être éteints et rallumés plusieurs fois de suite.  

## Fonctionnement
Dans le cas d'un lanceur, les moteurs verniers brûlent les mêmes ergols que les moteurs principaux et sont alimentés par la turbopompe de ces derniers.
Dans le cas des sondes, les moteurs peuvent être alimentés par des ergols hypergolique, c'est-à-dire qui s'enflamment spontanément lorsqu'ils sont mis en contact. C'est notamment le cas pour les sondes du programme Surveyor.

## Exemples

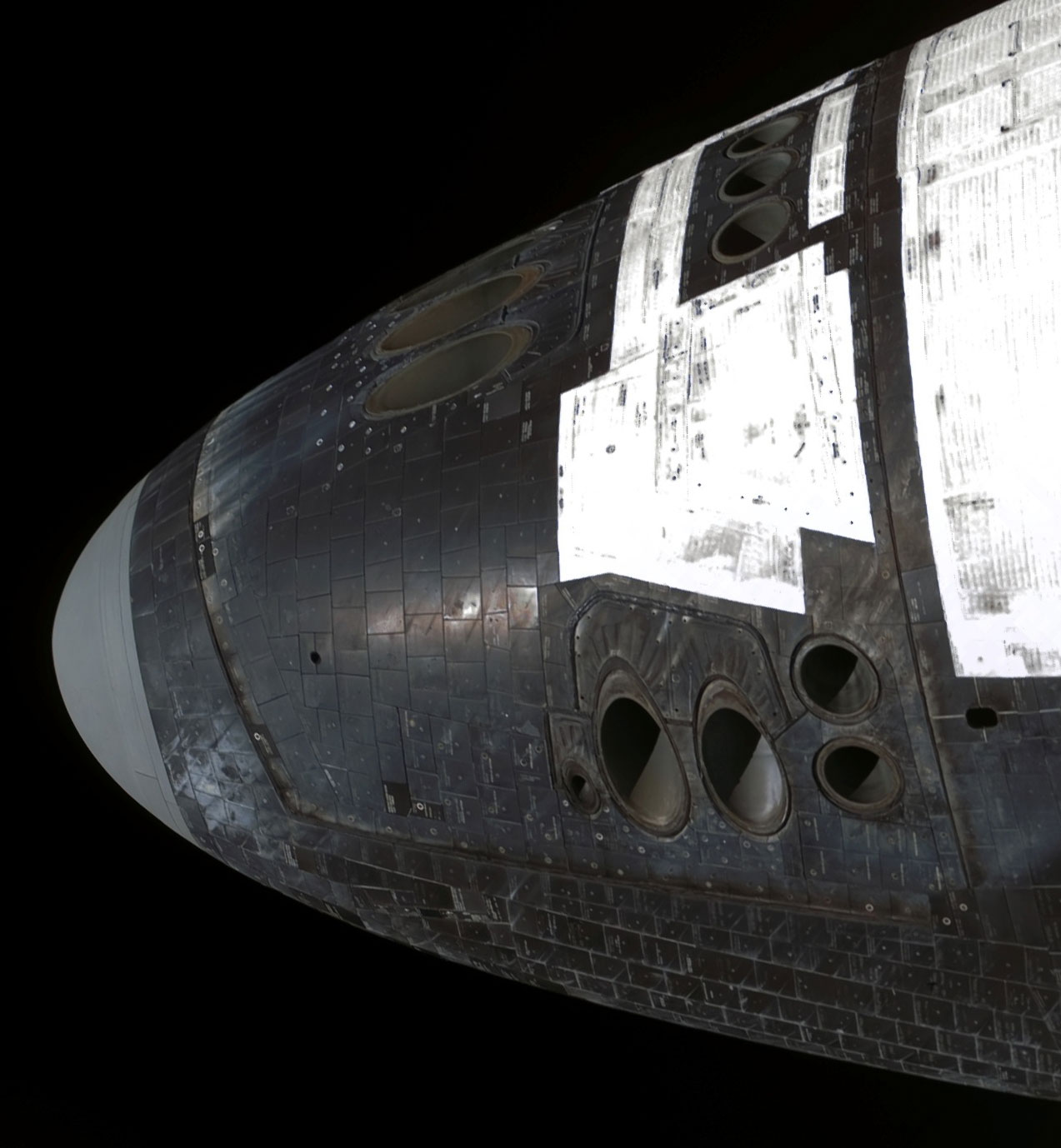
Les moteurs de contrôle d'orientation (RCS) sur le nez de la Navette spatiale américaine.

### Navette spatiale américaine
Sur la navette spatiale américaine, le contrôle d'orientation ou d'attitude (Reaction Control System, RCS) est assuré notamment par des moteurs verniers (VRCS, ou Vernier RCS) pour les corrections très fines. Ces moteurs ont une impulsion spécifique de 228 secondes, une poussée de 107,87 N, une impulsion d'une durée comprise entre 0,08 et 125 secondes.

### ProgrammeSurveyor
Pour le programme Surveyor, les moteurs verniers ont pour rôle principal de freiner les sondes durant leur descente sur le sol lunaire. Les trois moteurs verniers, dont la poussée peut être modulée entre 140 et 470 N, brûlent du monométhylhydrazine et du peroxyde d'azote qui s'enflamment spontanément lorsqu'ils sont mis en contact (hypergolique). Carburant et comburant sont envoyés dans les tuyères par de l'hélium sous pression. La poussée d'un de ces trois propulseurs est par ailleurs orientable de 6° de part et d'autre de son axe avec un degré de liberté qui lui permet d'agir sur le roulis. Ces moteurs sont chargés d'effectuer les corrections de trajectoire, de maintenir l'orientation de la sonde durant le fonctionnement de la rétrofusée et de freiner la sonde durant la dernière phase d'atterrissage.

### Autres exemples

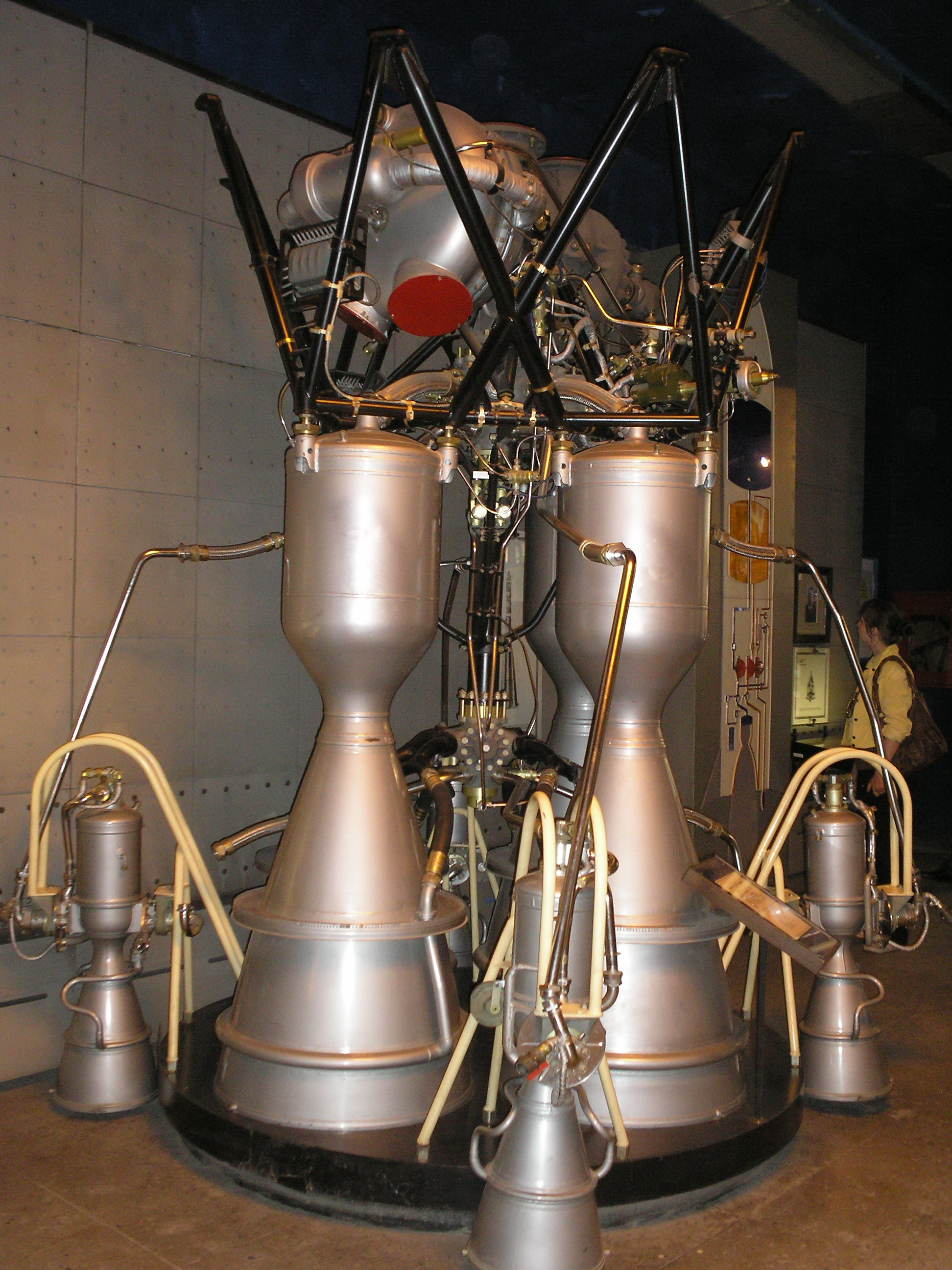
Le moteur RD-108 avec quatre petits moteurs verniers.

- R-7 Semiorka#Utilisation de moteurs-verniers, missile balistique intercontinental russe
- RD-107, moteur-fusée russe.